# Bhimtal
Bhimtal là một thị xã và là một nagar panchayat của quận Nainital thuộc bang Uttaranchal, Ấn Độ.

## Nhân khẩu
Theo điều tra dân số năm 2001 của Ấn Độ, Bhimtal có dân số 5875 người. Phái nam chiếm 54% tổng số dân và phái nữ chiếm 46%. Bhimtal có tỷ lệ 78% biết đọc biết viết, cao hơn tỷ lệ trung bình toàn quốc là 59,5%: tỷ lệ cho phái nam là 81%, và tỷ lệ cho phái nữ là 75%. Tại Bhimtal, 11% dân số nhỏ hơn 6 tuổi.